# Elio Signorelli
Elio Signorelli (Napoli, 7 marzo 1970) è un dirigente sportivo ed ex calciatore italiano, di ruolo centrocampista.
Signorelli è il fratello minore di Ferdinando, anch'egli calciatore.

## Carriera

### Giocatore
Crebbe nelle giovanili del Genoa con cui esordì in prima squadra nella Serie B 1987-1988. Negli anni successivi fu ceduto in prestito prima al Prato in Serie C e poi al Barletta in Serie B.
Nella Serie A 1990-1991 gioca due incontri in massima serie con il Genoa, subentrando all'85º della nona giornata contro il Torino del 18 novembre 1990 (0-0) ed all'80º della partita contro il Bari del 3 marzo 1991 (3-1 alla 23ª giornata).
L'anno seguente viene ceduto di nuovo in prestito in Serie B alla Casertana, dove totalizza 14 presenze
Dal 1992 fa ritorno al Genoa, con la cui maglia fa altre quattro apparizioni in massima serie.
In seguito gioca nelle categorie inferiori, tra cui in Serie C1 con la Pro Sesto, con il Savoia, con il Trapani e con l'Alessandria, dove chiuderà la carriera da calciatore.

### Dirigente sportivo
A partire dal 2002-2003 svolge il ruolo di team manager nel Livorno, voluto dall'ex-presidente genoano Aldo Spinelli. Nel 2004 diventa il direttore sportivo della società toscana.
Inizia la stagione 2016-2017 come osservatore del Chievo per poi diventare, a partire dal 25 gennaio 2017, direttore sportivo del Mantova, militante in Lega Pro; non gli verrà rinnovato il contratto a causa dei problemi economici che portarono la società lombarda al fallimento. Dal 19 marzo 2018 è ritornato ad essere il direttore sportivo del Livorno ricoprendo questo ruolo fino al dicembre 2019.
A partire dalla stagione 2020-2021 diventa direttore sportivo del Carpi, lasciando tale ruolo nel novembre 2020.

### Vita privata
Abita a Genova ed ha tre figli: India, Gaetano ed Arturo.

## Palmarès

### Club

#### Competizioni nazionali
- Serie C2: 1

Alessandria: 1999-2000